# Sofapaka FC
Der Sofapaka Football Club oder kurz Sofapaka FC ist ein kenianischer Fußballverein aus Nairobi. Der Verein wird auch Batoto ba Mungu (Kiswahili für Kinder Gottes) genannt.

## Geschichte
Der ursprüngliche Verein stammt aus dem M.A.O.S-Ministerium, wurde 2002 gegründet und nahm an Kirchenmeisterschaften im Fußball teil. Im Jahr 2004 übernahm Elly Mboni Kalekwa den Verein, nannte ihn in Sofapaka FC um und startete den Spielbetrieb in der Nationwide League, der zweiten kenianischen Liga. 2007 gewann Sofapaka den FKL Cup, den kenianischen Pokal, obwohl er immer noch in der zweiten Liga spielte und in dieser Saison den Aufstieg hinter dem Bandari FC verpasste. Erst 2008 gelang der Aufstieg in die höchste kenianische Spielklasse. In dieser Saison spielte man auch erstmals beim CAF Confederation Cup, wo die Vereine aus den Ländern Zentralafrikanische Republik, Tschad, Kenia, Ruanda und Sierra Leone aufgrund der finanziellen Situation aus dem Wettbewerb ausgeschlossen wurden. In der darauffolgenden Saison beendete die Mannschaft die Liga mit dem ersten Tabellenplatz, obwohl man zuvor erst aufgestiegen war. Durch die erste Meisterschaft nahm auch zum ersten Mal an der CAF Champions League teil, wo man in der ersten Runde gegen einen der ägyptischen Vertreter Ismaily SC ausschied. Sofapaka gewann auch den kenianischen Supercup, im Finale bezwang man die AFC Leopards mit 1:0.
2010 gelang der zweite Pokalsieg, mit einem 2:0-Finalsieg gegen den Zweitligisten West Kenya Sugar.

## Erfolge
- Kenianischer Meister (1×): 2009
- Kenianischer Pokalsieger (3×): 2007, 2010, 2014
- Kenianischer Pokalfinalist (3×): 2011, 2012, 2018
- Kenianischer Supercup-Sieger (2×): 2010, 2011

## Stadion
Seine Heimspiele trägt der Klub im Nyayo National Stadium in Nairobi aus. Das Stadion hat ein Fassungsvermögen von 25.000 Personen. 

## Abschneiden in CAF-Wettbewerben
- CAF Champions League: 1 Teilnahme

| 2010 – Vorrunde - CAF Confederation Cup: 3 Teilnahmen 2008 – disqualifiziert 2011 – Playoff für Gruppenphase 2015 – Vorrunde |

## Spieler
- James Situma (2007–2011), Nationalspieler und langjähriger Kapitän.